# أليخاندرو أباسكال
أليخاندرو أباسكال (بالإسبانية: Jan Abascal)‏ هو ربان ‏ إسباني، ولد في 15 يوليو 1952 في سانتاندير في إسبانيا.

## وصلات خارجية
- أليخاندرو أباسكال على موقع اللجنة الأولمبية الدولية (الإنجليزية)
- أليخاندرو أباسكال على موقع أوليمبيديا (الإنجليزية)
- أليخاندرو أباسكال على موقع اللجنة الأولمبية الإسبانية (الإسبانية)